# Музеј Бардо
Музеј Бардо (фр. Musée national du Bardo, арап. المتحف الوطني بباردو) Име потиче од шпанске речи prado која значи ливада или врт. је смештен у бившој резиденцији туниских владара Бејева. Ово ремекдело XIII века, у стилу Хафсидске архитектуре 1885. претворено је у Музеј националних антиквитета.
Од инаугурације 1888. године, под именом музеј Alawi, овај историјски архитектонски споменик приказује маварску традицију под италијанским утицајем, што је видљиво у штуко декору, облогама од глазиране керамике, плочицама од каолина и бојеној дрвенарији.

## Реконструкција
Музеј је реновиран и проширен од пролећа 2009. до пролећа 2012. чиме је ниво музеја подигнут до највишег међународног стандарда. Са проширењем од 9000 m² површина је удвостручена чиме су добијене могућности које раније нису постојале. Реновирање је донело модеран изглед који је интегрисан у стару архитектуру палате, као и могућност боље презентације богатих и разноврсних колекција. Musée national du Bardo са својом новом конфигурацијом репрезентује све периоде туниског наслеђа, а едукационе радионице за децу и одрасле подижу свест и продубљују знања. После каирског Египатског музеја Бардо је највећи археолошки музеј у Африци.
Споља је изглед старе палате потпуно непрепознатљив док су поједине просторије потпуно очуване, као Картагињанска сала (Salle de Carthage).

## Збирке
Нова поставка је сведочанство богатог наслеђа Туниса у шест нових одељака посвећених:
- праисторији,
- феничанском добу,
- нумиђанској цивилизацији,
- подводном благу Махдије,
- касној антици и
- исламској ери.

### Махдија
Махдија је подводни археолошки локалитет откривен око пет километара од истоименог туниског града. У првом веку п. н. е. на овом месту насукао се грчки трговачки брод после олује. Брод је био богато натоварен уметничким и архитектонским елементима, а поред стубова и осталих елемената конструкције у товару је много скулптура у мермеру и бронзи.
- Капител јонског стуба са брода из Махдије.
- Капител стуба са брода из Махдије.
- Мермерни кратери из Махдије.
- Кепец у игри, бронзана статуета из Махдије.
- Асклепије и Хигија примају понуде, Махдија.

### Нумиђани
Нумиђанска цивилизација представљена је углавном стелама које приказују пантеон њихових божанства. Цивилизација се развијала у северној Африци током IV-I века п. н. е. и била под утицајем Феничана.
- Нумиђанска стела.
- Нумиђанска стела.
- Нумиђанска стела.
- Нумиђанска стела са нумиђанским писмом.

### Касна Антика
Део музеја посвећен римском периоду приказује познате мозаике Бардоа, најбројније на свету, нове презентације скулптура у Царској и Картагињанској сали, и саркофаге у античким цистернама.
Велики хол музеја, украшен је монументалним мозаиком „Нептунов тријумф“ (13 х 8 m) највећим вертикалним мозаиком на свету.
Најчувенији мозаик приказује римског песника Виргилија са Калиопом музом епске поезије и беседништва и Поли(хи)мнијом музом пантомиме. Овај мозаик из раног III века, неђеног у Сусу, зову и Мона Лизом Бардоа.
Чувена је и Келибијска крстионица или крстионица свештеника Феликса из Демне, ранохришћанска крстионица украшене мозаицима. Откривена је у Демни (Тунис). У музеју има доста надгробних мозаика, а римски период се одликује и бистама многих владара.
- Мозаик Нептунов тријумф.
- Мозаик Виргилија са музама.
- Дијана богиња лова.
- Келибијска крстионица.
- Надгробни мозаик.
- Биста Луција Вера.
- Биста Веспазијана.